# 玛丽·罗兰森

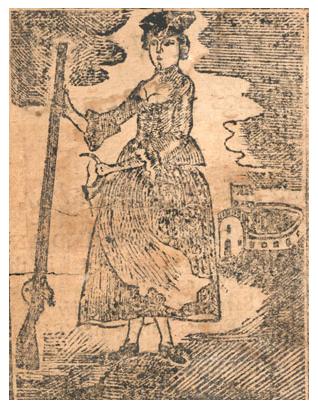
玛丽·罗兰森

玛丽·罗兰森（Mary Rowlandson，约1637年 – 1711年1月5日）是一名十三殖民地妇女，她在 1676年菲利普國王戰爭期间被美洲原住民俘虏，并被关押了11周，随后被赎回。玛丽·罗兰森和她的孩子们随后搬到了波士顿，並且在那裡她將自己被囚禁期間的經歷寫了下來。 